# Horvathslos
Horvathslos ist eine seit 2013 produzierte österreichische Satire-Webserie, mit der der Kabarettist, Musiker und Schauspieler Christopher Seiler und der Produzent und Musiker Bernhard Speer auf YouTube und Facebook bekannt wurden, die seit 2014 auch als Musikduo Seiler und Speer aktiv sind.

## Hintergrund
Der Grundgedanke von Horvathslos kam dadurch zu Stande, dass sich Seiler und Speer Gedanken über diverse Reality-TV-Serien machten. Aufgrund des Erfolgs und der Beliebtheit dieser Reality-TV-Serien entstand Horvathslos, wobei die Hauptperson, nämlich Anton Horvath, sämtliche Klischees der Gesellschaft verkörpert. So charakterisiert bereits die erste Zeile des Titelsongs die Hauptfigur mit den Worten: „Des is da Horvath, ka Oawat, kan Bock auf irgendwos, an Duascht fia Fünfe und mit Weiba da geht a gaunz sche wos, im Großen und Gaunzen isajo gaunz leiwand“ („Das ist der Horvath, keine Arbeit, keinen Bock auf irgendetwas, einen Durst für Fünf und mit den Weibern, da geht auch ganz schön etwas, im Großen und Ganzen ist er ja ganz liebenswert“; siehe hierzu „leiwand“ im Wiktionary). Der Titel der Serie „Horvathslos“ ist ein Wortspiel mit dem Familiennamen der Hauptfigur und dem Dialektwort „oawatslos“ (arbeitslos).
Bei den Dreharbeiten für Horvathslos hat sich Christopher Seiler laut eigener Aussage betrunken, um die Hauptperson möglichst authentisch spielen zu können.

## Handlung
Die Hauptperson bei Horvathslos ist Anton Kevin Horvath, ein arbeitsloser Mann, der so ziemlich alle typisch österreichischen (vor allem Wiener) Klischees erfüllt. Anton Horvath wird während der Serie von einem Kamerateam begleitet, wobei der Redakteur (Martin Speer) nur einmal vor der Kamera zu sehen ist. Das Kamerateam begleitet Anton Horvath den ganzen Tag über und zeigt ihn in kuriosesten Szenen.

## Besetzung
Hauptdarsteller:
- Christopher Seiler (als Anton Kevin Horvath / Richard Horvath)
- Martin Speer (als Redakteur und Nachbar Ing. Walter Zeirer nur hinter der Kamera)

Nebendarsteller:
- Irfan Rehmann (als Bebo "Hermann" B. Kaahnung)
- Tommy Lee (als Thomas Launisch)
- Sebastian Risavy (als Herr Horst)
- Thomas Stipsits (als Pfarrer Heinrich Kratochwill)
- Martin Oberhauser (als Johann Hirflinger)
- Max Meyr (als Erwin Pospischil)
- Katharina Holoubek (als Doris Geilhart)
- Nina Proll (als Brigitte Hirflinger)
- Simone Fröhlich (als Renate Thurnhans)
- Rene Fölserl (als Georg Knöpser)
- Andris Biro (als Rudolf Gmeiner)
- Alexander Schweiger (als Hannes Anzinger / Gerhand Trauner)
- Helmut Koch (als Dallinger)
- Sebastian Rhabeck (als Robert Jüngerer)
- Lisa Steiner (als Frau Lisa)
- Angela Schuh (als Frau Bella)
- Helmut Elsasser (als Helmut Finsterer)
- August Schmölzer (als Günther Finsterer)
- Susanne Suchi (als Die Geli)
- Ludwig Müller (als Herr Lunzinger)
- Martin Kaindl (als Wolfgang Rauh)
- Jazz Gitti (als Renate Horvath)
- Alexander Bisenz (als Herr Wurbala / Hans Waidlinger)
- Lukas Hauke (als Alexander Horvath)
- Manuel Sefucic (als Jochen Schöberle)
- Daniel Fellner, Bernd Brodträger, Matthias Ambros (als Band "Die Augschissanan")

## Folgen
FSK ab 16 freigegeben

### Staffel 1
- Folge 1: Aller Anfang ist Horvath
- Folge 2: Weihnachtsfolge
- Folge 3: Im Schnops liegt die Oaweit
- Folge 4: Illegal=Scheissegal
- Folge 5: Lügen haben lange Fahnen
- Folge 6: Kein Empfang
- Folge 7: Pfusch it to the Limit
- Folge 8: Ois guade Toni
- Extrafolge: Die Russen kumman

### Staffel 2
- Folge 1: Aller Neuanfang ist Horvath
- Folge 2: Wieder tip do
- Folge 3: Eine Ratte kommt selten allein
- Folge 4: Weg mitn Klumpat
- Folge 5: I like Asytom
- Folge 6: Ein kleiner Gefallen
- Folge 7: Ende Gelände
- Folge 8: Up to the Son
- Extrafolge: Probetag

### Staffel 3
- Folge 1: Am Wamser-Platz
- Folge 2: Da Wanda woas
- Folge 3: Blind vor Liebe
- Folge 4: Eis am Stiel
- Folge 5: Pumping Hustler
- Folge 6: Vergissmeinnicht
- Folge 7: Wo ist die Braut?
- Folge 8: Breaking Horvath
- Folge 9: Der Schlüssel zur Freiheit

- Making-of „Alltag am Wamserplatz“
- Im Gespräch mit den Machern
- Outtakes

### Staffel 4
Die Premiere der vierten und bisher größten Staffel "Täglich grüßt der Alltag"
erschien zudem am 13. September 2018 im Kino.
- Folge 1 – Da Tod is a Hund
- Folge 2 – Vis-á-vis
- Folge 3 – A neiche guade Oide
- Folge 4 – Augschissn
- Folge 5 – Die Zeitmaschine
- Folge 6 – Braten in der Röhre
- Folge 7 – Die Beboparty
- Folge 8 – Hals und Steinbruch
- Folge 9 – Dritte Halbzeit
- Folge 10 – Zurück zu den Wurzeln
- Outtakes – Hoppalas
- Hinter den Kulissen
- Anton Horvath Live
- Extrafolge – Hangover

### Staffel 5
- Folge 1 – Am Lauser Hof
- Folge 2 – 2 Hawara 1 Bier
- Folge 3 – Heit passts Kui
- Folge 4 – Drah kan Füm
- Folge 5 – Pusti Bau
- Folge 6 – Der Lockdown
- Folge 7 – Halloween
- Folge 8 – Alexander der Grosse
- Folge 9 – Dinner for Gertschi

- Outtakes – Hoppalas
- Hinter den Kulissen

## DVDs
Die Serie Horvathslos hat fünf Staffeln. Alle fünf derzeit erhältlichen Staffeln erschienen auf DVD bei Preiser Records.
- Staffel 1: Horvathslos – Alltag war gestern (Preiser Records; 2014)
- Staffel 2: Horvathslos 2 – Alltag auf Bewährung (Preiser Records; 2015)
- Staffel 3: Horvathslos 3 – Alltag am Wamserplatz (Preiser Records; 2016)
- Staffel 4: Horvathslos 4 XXL – Täglich grüßt der Alltag (Jokebrothers Productions OG; Oktober 2018)
- Staffel 5: Horvathslos 5 – die Alltage sind gezählt (Jokebrothers Productions OG; Dezember 2020)

## Sonstiges
Auf dem 2015 von Seiler und Speer veröffentlichten Album Ham kummst erschien als zwölfter Titel das Lied Washington feat. Anton Horvath. Bei seinen eigenen Live-Bühnenshows tritt Seiler auch als „Anton Horvath“ in sogenannter „Special Guest“-Rolle auf.